# بوفيلاس بوتكيفيشيوس
بوفيلاس بوتكيفيشيوس (بالليتوانية: Povilas Butkevičius)‏ مواليد 26 سبتمبر 1987 في ليتوانيا، هو لاعب كرة سلة ليتواني سابق. بدأ مسيرته الاحترافية في سنة 2004. يبلغ طوله 6 قدم 8 بوصة (2.0 م). اعتزل اللعب في 2017.

## المسيرة الاحترافية
لعب مع نادي نفيجيس لكرة السلة في سنة 2007، ثم لعب مع نادي أتلتاس لكرة السلة في موسم 2007–2008، ثم لعب مع زالغيريس لكرة السلة من سنة 2008 إلى 2012، ثم لعب مع نادي كازالي لكرة السلة في موسم 2012–2013.

## الإنجازات
- الدوري الإستوني الممتاز لكرة السلة (2007)
- دوري البلطيق لكرة السلة الثاني (2009)
- الدوري الليتواني لكرة السلة الثاني (2009)
- دوري البلطيق لكرة السلة (2010)
- الدوري الليتواني لكرة السلة الثاني (2010)
- الدوري الليتواني لكرة السلة المركز الثالث (2011، 2012)

## روابط خارجية
- بوفيلاس بوتكيفيشيوس على موقع الاتحاد الدولي لكرة السلة (الإنجليزية)
- بوفيلاس بوتكيفيشيوس على موقع كرة السلة الأوروبية.كوم (الإنجليزية)
- بوفيلاس بوتكيفيشيوس على موقع ريلجم (الإنجليزية)
- بوفيلاس بوتكيفيشيوس على موقع بروبوليرز (الإنجليزية)
- بوفيلاس بوتكيفيشيوس على موقع سبورتس رفرنس (الإنجليزية)